# Mano Solo
Mano Solo, geboren als Emmanuel Cabut (Châlons-en-Champagne, 24 april 1963 – Parijs, 10 januari 2010) was een Frans zanger, schrijver en componist.
Solo werd geboren als zoon van de striptekenaar Jean Cabut en Isabelle Monin. Hij groeide op in Ozoir-la-Ferrière en speelde op 17-jarige leeftijd in de punkband Chihuahua. In 1986 bleek dat hij seropositief was voor hiv. Vanaf het begin van de jaren negentig begon hij eigen composities te zingen. Hij brak door met het album La Marmaille Nue (1993) en nam nog diverse albums op, soms met leden van Chihuahua. De hoesontwerpen maakte hij vaak zelf.
In 2006 brak Solo met zijn platenmaatschappij Warner. Voor zijn volgende album sloot hij een banklening af, met zijn huis als onderpand. Zijn fans vroeg hij een bijdrage om het album te kunnen voorfinancieren. In ruil kregen zij bij stukjes en beetjes toegang tot materiaal dat al af was. Het aantal inschrijvers (2800) viel erg tegen en de verkoop van het album leverde net genoeg op om de banklening terug te betalen.

## Overlijden
In 1993 had Solo tijdens een concert in Parijs verteld dat hij aids had. Op 12 november 2009 werd hij na een concert in Parijs met spoed naar een ziekenhuis gebracht. Solo overleed in januari 2010 op 46-jarige leeftijd na verschillende aneurysmata. Hij ligt begraven op Cimetière du Père-Lachaise.

## Discografie
- La Marmaille nue (1993)
- Les Années sombres (1995)
- Frères misère (1996), met Les Frères misère
- Je sais pas trop (1997)
- Internationale Shalala (1999)
- Dehors (2000)
- La Marche (2002)
- Les Animals (2004)
- In the garden (2007)
- Hors Série (2008)
- Rentrer Au Port (2009)
- Mano Solo à l'Olympia (2009)

- Bibliothèque nationale de France: cb12521407g (data)
- Gemeinsame Normdatei: 134924673
- International Standard Name Identifier: 0000 0000 7974 7326
- Library of Congress Control Number: no98064105
- MusicBrainz: 5febe272-7691-4ea8-a3cf-c6c7f98d9bf1
- Système universitaire de documentation: 034460071
- Virtual International Authority File: 46869357
- WorldCat: E39PBJmxYhhW7YbcC87Qfwhfv3